# Cynorta albanalis
Cynorta albanalis is een hooiwagen uit de familie Cosmetidae.